# Scalped
Scalped é uma série de revistas em quadrinhos americanas do gênero faroeste que foi publicada originalmente pela Vertigo Comics entre 2007 e 2012. Escrita por Jason Aaron e ilustrada por R. M. Guéra, a série se passa numa fictícia reserva indígena na Dakota do Sul, denominada "Rosa da Pradaria", onde índios remanescentes da tribo Oglala Lakota lidam com o crime organizado, altos índices de pobreza, alcoolismo e vício de entorpecentes em meio à luta pela preservação de sua identidade cultural. Aaron, originalmente, pretendia escrever em Scalped, uma nova versão do personagem Scalphunter, mas, conforme o planejamento da série avançava, o conceito acabaria sendo abandonado em favor de uma trama original.
A trama é parcialmente inspirada na prisão de Leonard Peltier, um ativista ameríndio acusado pelo assassinato de dois agentes do FBI durante um tiroteio dentro de uma reserva, em 1975. A série durou 60 edições, e foi muito elogiada no decorrer de sua publicação. O site americano Comic Book Resources a definiu como "uma das poucas histórias em quadrinhos capazes de provocar emoções viscerais e reais no leitor" e outro site, Newsarama, avaliaria a conclusão da série como "inspiradora". Em 2011, foi indicada ao Eisner Awards na categoria "Melhor Série".